# Гросе-Шайдегг
Гро́се-Ша́йдегг (нем. Grosse Scheidegg) — горный перевал (высота 1 962 метра над уровнем моря) между вершинами Веттерхорн (3 692 м) и Шварцхорн (2 928 м) в Бернских Альпах в кантоне Берн, Швейцария, соединяющий деревни Гриндельвальд (долина реки Шварце-Лючине, нем. Schwarze Lütschine) и Майринген (долина реки Аре, регион Хаслиталь нем. Haslital).
Спуск с перевала в сторону Майрингена проходит по долине ручья Райхенбах, через долину Розенлауи и мимо Райхенбахского водопада.

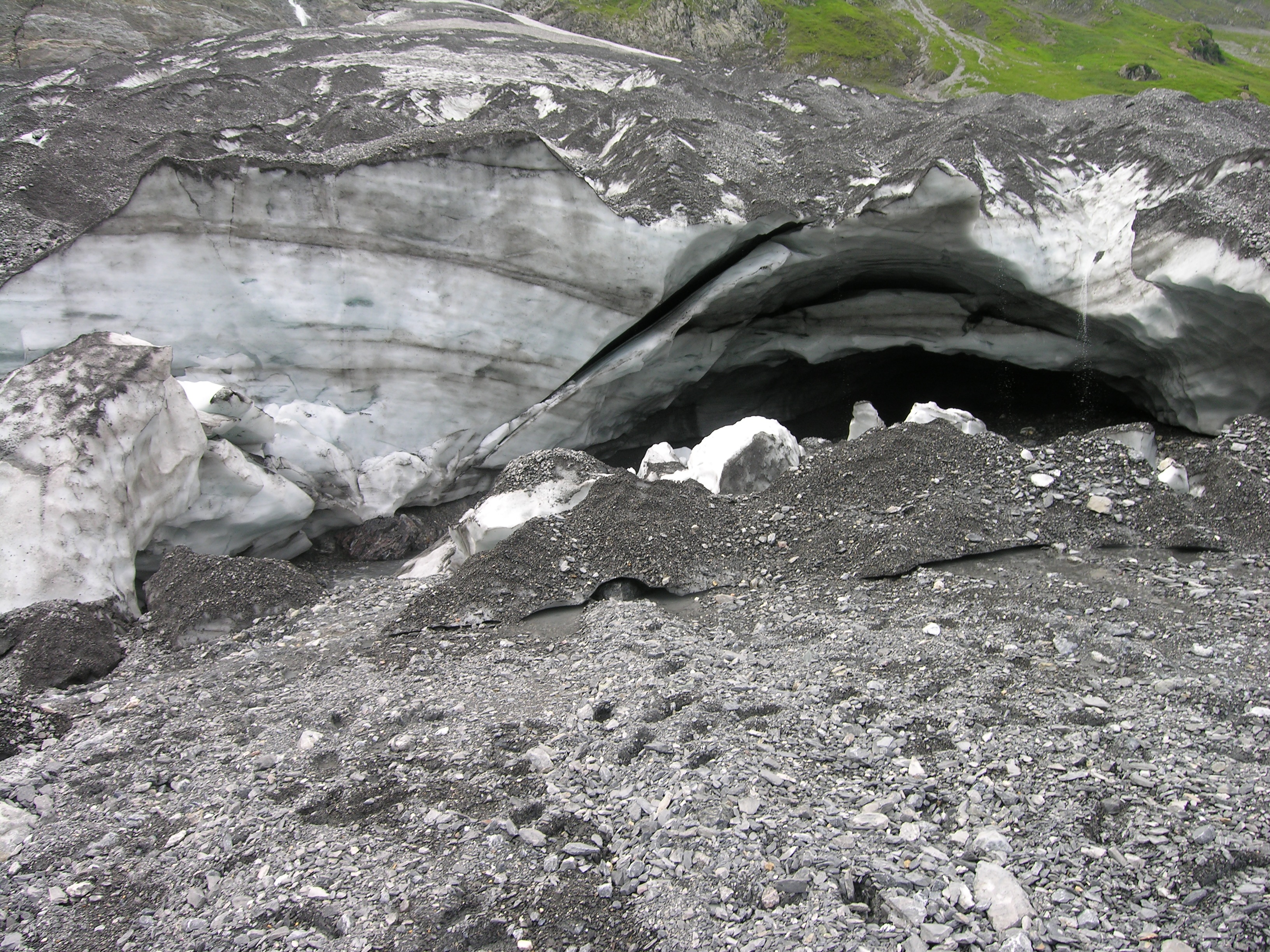
Исток ручья Райхенбах

Через перевал проложена автодорога, в летний период между Майрингеном и Гриндельвальдом действует автобусное сообщение, движение частного транспорта ограничено. Дорога через перевал в летнее время популярна у велотуристов.
Недалеко от седловины перевала расположена гостиница с рестораном, работающая в летний период.
Хотя перевал Гросе-Шайдегг на 99 метров ниже, чем перевал Клайне-Шайдегг, но в прошлом он имел большее значение для жителей Гриндельвальда, что нашло отражение в его названии.

## Фотографии

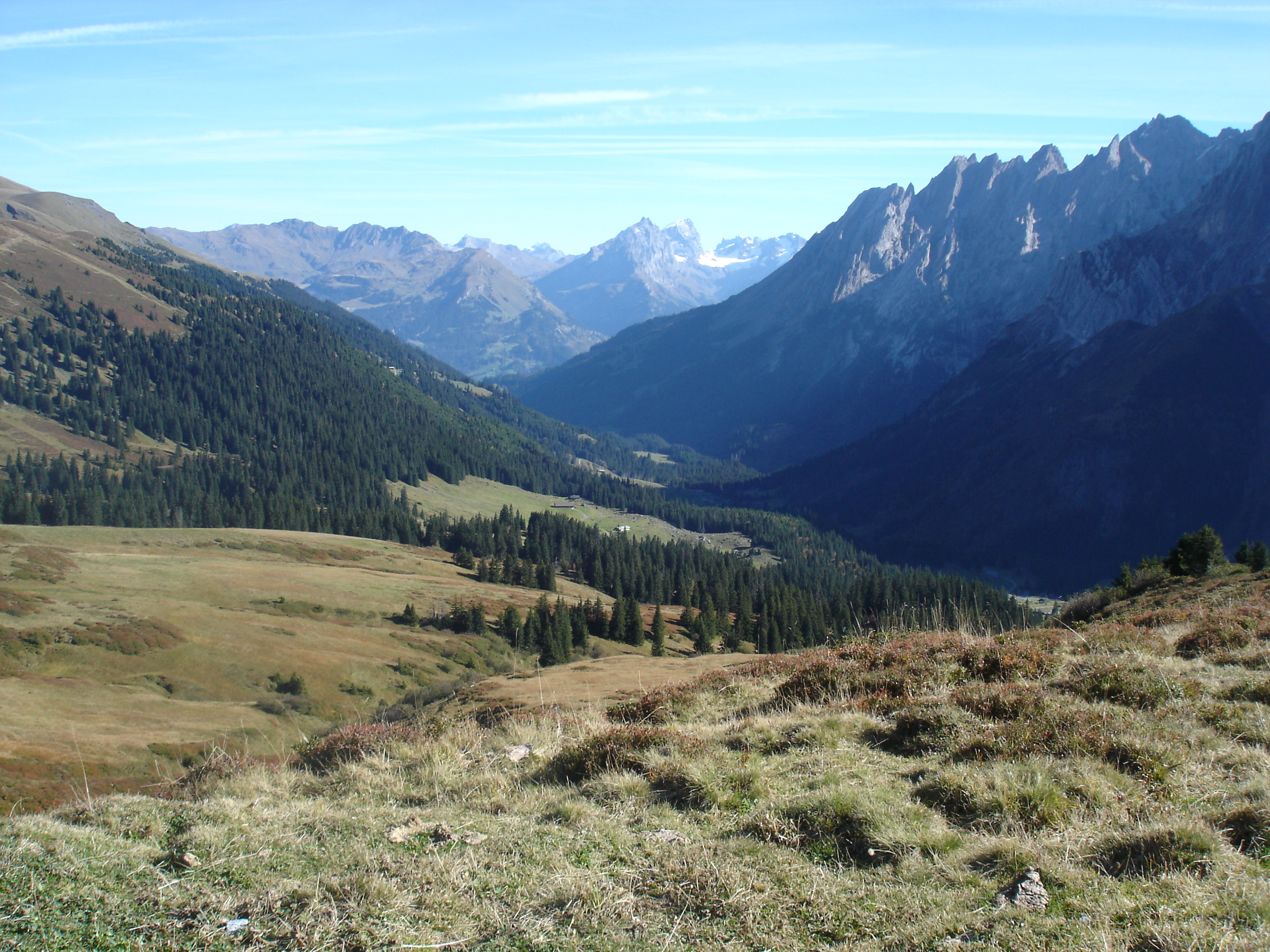
Вид на восток в сторону долины Розенлауи
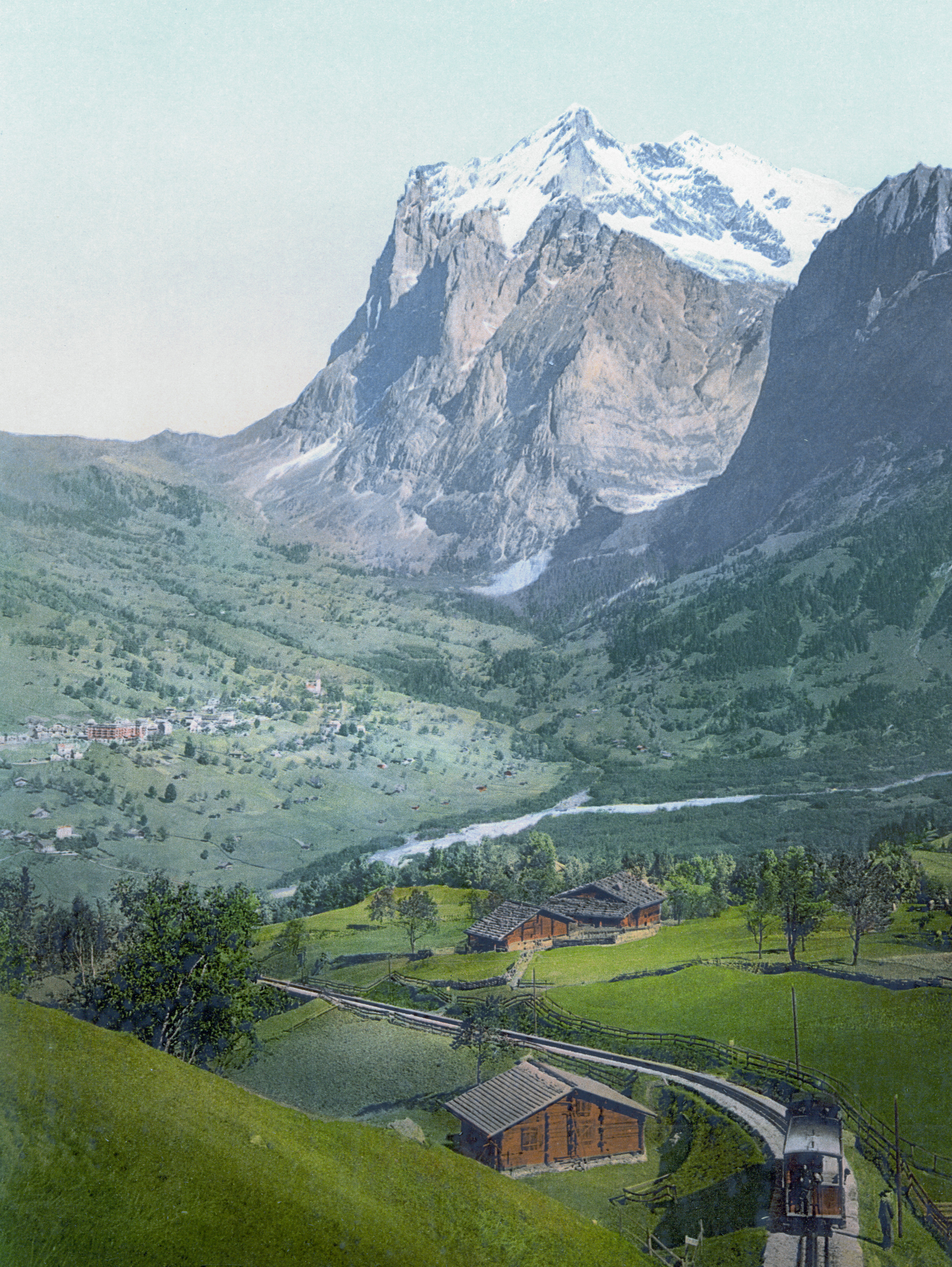
Вид на Гриндельвальд, 1900 год
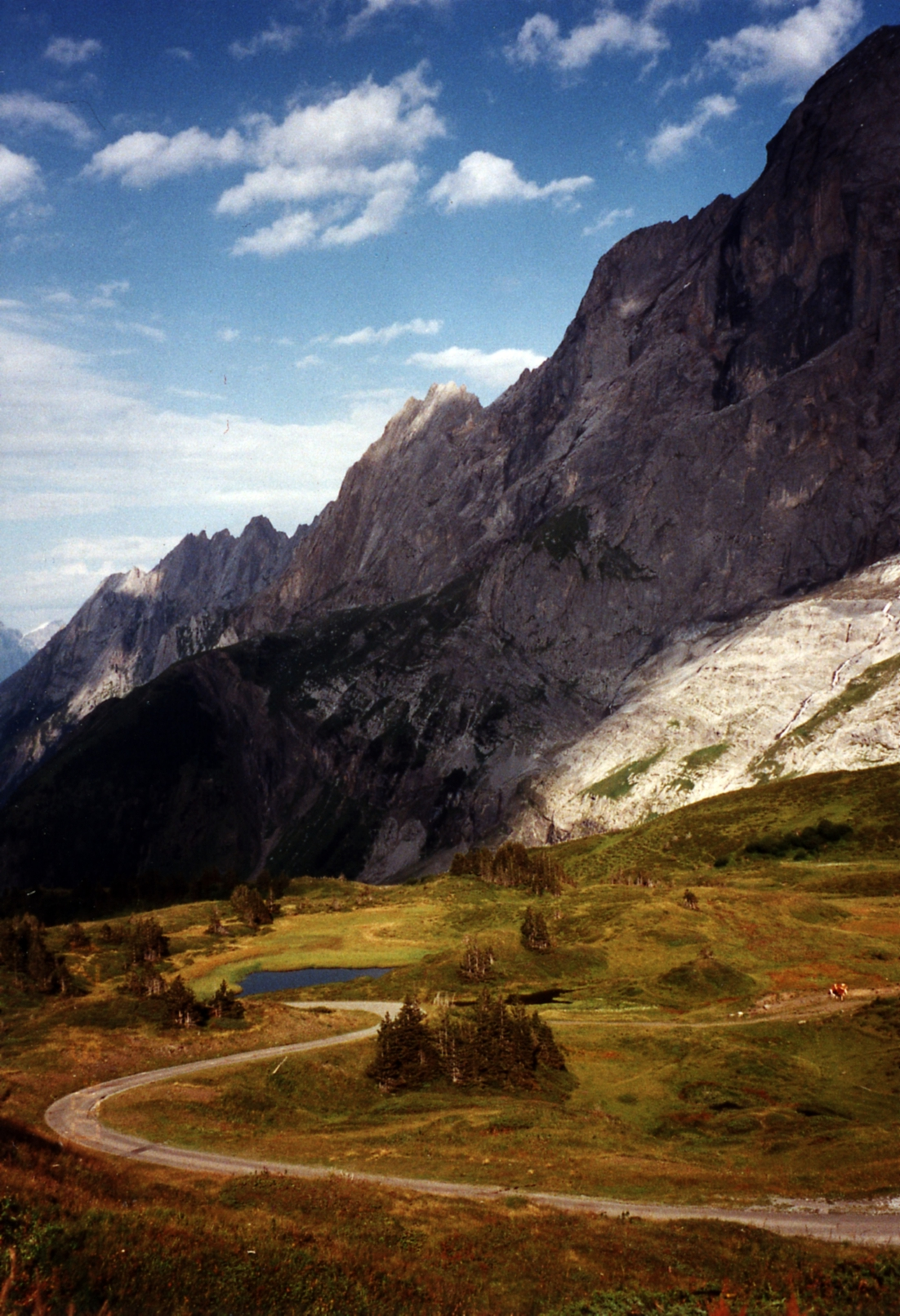
Гросе-Шайдегг
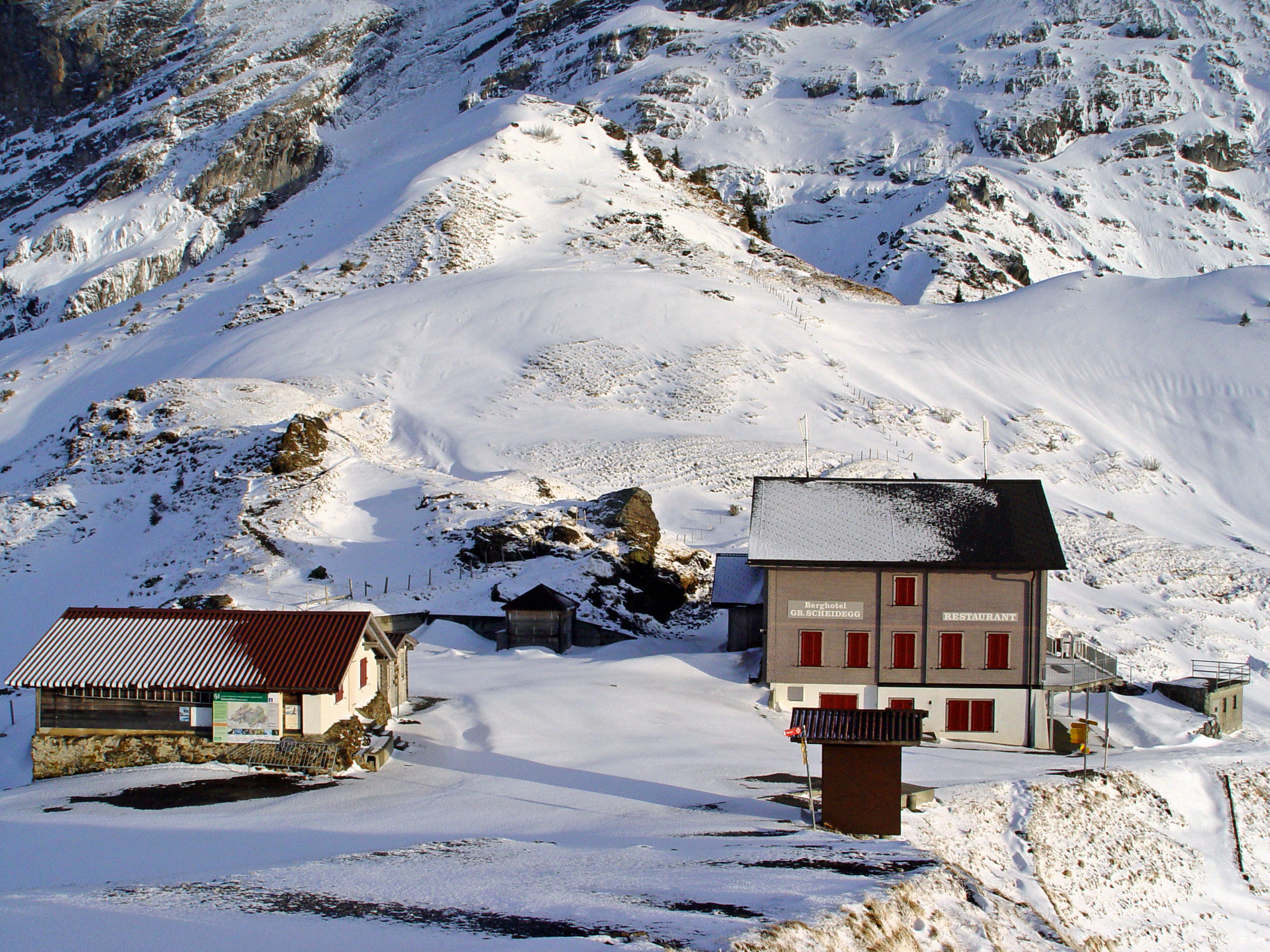
Вид на Гросе-Шайдегг зимой (на заднем плане гостиница)